# Tales From Wyoming
Tales From Wyoming is het zesde studioalbum van de Amerikaanse punkband Teenage Bottlerocket. Het album werd uitgebracht op 31 maart 2015, via Rise Records.
Tales from Wyoming was tevens het laatste album waar drummer Brandon Carlisle aan meewerkte. Hij stierf op 7 november.

## Nummers
1. "In My Head" - 1:34
2. "I Found the One" - 2:17
3. "Nothing Else Matters (When I'm With You)" - 3:19
4. "They Call Me Steve" - 2:20
5. "Dead Saturday" - 2:35
6. "Cockroach Strikes Again" - 3:58
7. "Been Too Long" - 3:12
8. "Too much La Collina" - 2:08
9. "Can't Quit You" - 2:22
10. "Haunted House" - 2:32
11. "Bullshit" - 1:31
12. "I Wanna Die" - 1:55
13. "TV Set" - 2:09
14. "First Time" - 3:36

## Band
- Ray Carlisle - gitaar, zang
- Kody Templeman - gitaar, zang
- Miguel Chen - basgitaar
- Brandon Carlisle - drums
- Sarah Swiatek - cello op het nummer "First Time"